# 조선왕조의궤 (보물 제1901-8호)
조선왕조의궤 (보물 제1901-8호)(朝鮮王朝儀軌 (寶物 1901-8))는 조선 왕실의 행사를 기록한 서책인 조선왕조의궤의 일부이다. 조선왕조의궤가 여러권이고, 소유권이 국유, 공유, 사유로 각각 나뉘어 있기 때문에 번호를 나누어 지정한 것이다. 화성성역의궤 10권이 묶여 지금의 번호로 지정되어 있으며, 연세대학교에서 소유하고, 연세대학교 박물관에서 관리 및 소장하고 있다.

## 목록
| 연번 | 서명         | 제작시기 | 권   | 책 | 관리번호           |
| ---- | ------------ | -------- | ---- | -- | ------------------ |
| 1    | 화성성역의궤 | 1801     | 10권 | 9  | 728.81 화성성 1～4 |